# 캥거루섬두나트
캥거루섬두나트(Sminthopsis granulipes)는 주머니고양이목 주머니고양이과에 속하는 유대류의 일종이다. 검은 잿빛을 띠는 두나트로 1969년에 처음 기술되었으며, 하체 쪽은 좀더 연한 색을 띤다. 평균 몸길이는 170~198mm이고, 주둥이부터 항문까지 길이가 80~93mm, 꼬리 길이가 90~105mm, 뒷발이 17.5mm, 귀 길이는 18mm, 몸무게는 20~25g 사이로 다양하게 측정된다. 가는 꼬리 또한 회색을 띠지만, 안쪽은 연한 색으로 두 가지 색을 함께 띤다. 꼬리 길이가 몸길이보다 길다. 캥거루섬두나트는 성적 이형(性的異形)을 보여서 수컷이 암컷보다 크다.

## 분포 및 서식지
사우스오스트레일리아 주 캥거루섬 서쪽 절반 지역에서 유일하게 발견되는 주머니고양이과 동물이며, 캥거루섬의 유일한 토착종 포유류이다. 라테라이트 토양의 말리 히스 황야에 서식한다. 원래는 캥거루섬두나트가 섬 전체에 분포했던 것으로 추정하고 있다. 오늘날은 캥거루섬의 6군데에서만 발견된다. 서식지 모두 캥거루섬 서부 지역에 위치한 플린더스 체이스 국립공원 또는 래빈 야생 보호 구역 안에 있다. 최근에 캥거루섬두나트를 섬 동부 지역에 도입하려는 시도는 실패했다.